# Port Phillip
Port Phillip är en kommun (Local government area) i Australien. Den ligger i delstaten Victoria, nära delstatshuvudstaden Melbourne. Antalet invånare är 102 501. Arean är 20,6 kvadratkilometer.
Följande samhällen finns i Port Phillip:
- Saint Kilda
- Elwood
- Port Melbourne
- St Kilda East
- South Melbourne
- Balaclava
- Middle Park
- St Kilda West
- Windsor (delvis)

Runt Port Phillip är det i huvudsak tätbebyggt. Runt Port Phillip är det mycket tätbefolkat, med 2 103 invånare per kvadratkilometer. Genomsnittlig årsnederbörd är 1 244 millimeter. Den regnigaste månaden är juli, med i genomsnitt 140 mm nederbörd, och den torraste är januari, med 49 mm nederbörd.